# Liberais Democratas Escoceses
Liberal Democratas Escoceses (em inglês: Scottish Liberal Democrats; em escocês gaélico: Libearal Deamocratach nla h-Alba; em scots: Scots Leeberal Democrats) são um partido político da Escócia.
O partido é a secção escocesa dos Liberal Democratas, fundado em 1988.
Ideologicamente, os liberais são um partido de centro, de linha liberal e social liberal e defensor da união da Escócia com o Reino Unido.

## Resultados eleitorais

### Eleições legislativas do Reino Unido

#### Resultados referentes à Escócia
| Data | Votos   | %          | +/-  | Deputados | +/-     | Status   |
| ---- | ------- | ---------- | ---- | --------- | ------- | -------- |
| 1992 | 383 856 | 13,1 (4.º) |      | 9 / 72    |         | Oposição |
| 1997 | 365 362 | 13,0 (4.º) | 0,1  | 10 / 72   | 1       | Oposição |
| 2001 | 378 034 | 16,3 (3.º) | 3,3  | 10 / 72   | Estável | Oposição |
| 2005 | 528 076 | 22,6 (2.º) | 6,3  | 11 / 59   | 1       | Oposição |
| 2010 | 465 471 | 18,9 (3.º) | 3,7  | 11 / 59   | Estável | Governo  |
| 2015 | 219 675 | 7,5 (4.º)  | 11,4 | 1 / 59    | 10      | Oposição |
| 2017 | 179 061 | 6,8 (4.º)  | 0,7  | 4 / 59    | 3       |          |

### Eleições regionais da Escócia
| Data | Distrito Eleitoral | Distrito Eleitoral | Distrito Eleitoral | Regional | Regional   | Regional | Deputados | +/-     | Status   |
| Data | Votos              | %                  | +/-                | Votos    | %          | +/-      | Deputados | +/-     | Status   |
| ---- | ------------------ | ------------------ | ------------------ | -------- | ---------- | -------- | --------- | ------- | -------- |
| 1999 | 331 279            | 14,2 (4.º)         |                    | 225 774  | 12,4 (4.º) |          | 17 / 129  |         | Governo  |
| 2003 | 286 150            | 15,3 (4.º)         | 1,1                | 225 774  | 11,8 (4.º) | 0,6      | 17 / 129  | Estável | Governo  |
| 2007 | 326 232            | 16,2 (4.º)         | 0,9                | 230 671  | 11,3 (4.º) | 0,5      | 16 / 129  | 1       | Oposição |
| 2011 | 157 714            | 7,9 (4.º)          | 8,3                | 103 472  | 5,2 (4.º)  | 6,1      | 5 / 129   | 12      | Oposição |
| 2015 | 178 238            | 7,8 (4.º)          | 0,1                | 119 284  | 5,2 (5.º)  | Estável  | 5 / 129   | Estável | Oposição |

### Eleições europeias

#### Resultados referentes à Escócia
| Data | Votos   | %          | +/- | Deputados | +/-     |
| ---- | ------- | ---------- | --- | --------- | ------- |
| 1994 | N/D     | N/D        |     | 0 / 8     |         |
| 1999 | 96 971  | 9,8 (4.º)  |     | 1 / 8     | 1       |
| 2004 | 154 178 | 13,1 (4.º) | 3,3 | 1 / 7     | Estável |
| 2009 | 127 038 | 11,5 (4.º) | 1,6 | 1 / 6     | Estável |
| 2014 | 95 319  | 7,1 (6.º)  | 4,1 | 0 / 6     | 1       |